# Union-Castle Line
Union-Castle Line  — британська судноплавна компанія зі штаб-квартирами в Лондоні та Саутгемптоні, яка протягом ХХ ст. була однією із провідних судноплавних компаній у світі з флотом, судна якого мали статус суден королівської пошти.

## Історія
Компанія «Union Line» заснована 1853 року як «Southampton Steam Shipping Company». Згодом перейменована на «Union Steam Collier», потім на «Union Steamship Company». У 1857 році перейменована на «Union Line». Тоді ж компанія отримала право на перевезення пошти до Південної Африки, зокрема до Кейптауна. У 1900 році шляхом об'єднання з «Castle Shipping Line» було створено «Union-Castle Mail Steamship Company». 1949 року компанії надано право на перевезення Королівської пошти. У 1956 році злилася з  «Bullard King» та «Clan Line», в результаті чого створено холдинг «British & Commonwealth Shipping», який у 1973 році злився з «South African Marine Corporation» і був лідером у морських перевезеннях між Європою та Африкою. У 1990 році «Union-Castle Line» ліквідована, а холдинг «British & Commonwealth Shipping» став її наступником.